# Soeroso
Raden Pandji Soeroso (Sidoarjo, 3 november 1893 - Jakarta, 16 mei 1981) was een Indonesisch politicus van de partij Parindra.
In Nederlands-Indië was Soeroso lid van de Volksraad. Tegen het einde van de Japanse bezetting van Nederlands-Indië was hij lid van het Onderzoekscomité ter voorbereiding op de Indonesische onafhankelijkheid (BPUPK), en vervolgens ook vicevoorzitter van het Voorbereidend Comité voor de Indonesische Onafhankelijkheid (PPKI). Direct na de onafhankelijkheidsverklaring werd hij vervolgens door president Soekarno aangewezen als de eerste gouverneur van de provincie Midden-Java (18 augustus tot 13 oktober 1945).
In het onafhankelijke Indonesië was Soeroso meermaals minister. Zo was hij minister van arbeid in het kabinet-Natsir (1950-1951), minister van sociale zaken in de kabinetten Wilopo en Ali Sastroamidjojo I (1953-1955) en minister van openbare werken en energie in het kabinet-Boerhanoeddin Harahap (1955-1956). In dat laatste kabinet was hij ook korte tijd plaatsvervangend minister van binnenlandse zaken.
In 1986 werd Soeroso postuum aangewezen als nationale held van Indonesië.